# Framingham
Framingham ist eine Stadt im Middlesex County, Massachusetts. Sie hat bei einer Fläche von 68,5 km² 72.362 Einwohner (Stand: Volkszählung 2020), liegt westlich von Boston und östlich von Worcester. Die Stadt stellt eine principal city der Metropolregion Greater Boston dar.
Die Stadt wurde durch die Framingham-Studie über Herz- und Kreislaufkrankheiten bekannt. Des Weiteren befindet sich in Framingham die Sudbury Valley School.

## Wirtschaft und Infrastruktur
In Framingham haben folgende international tätigen Unternehmen ihren Hauptsitz:
- BOSE, Hersteller von HiFi-Anlagen und Lautsprechern.
- International Data Corporation, Beratungs- und Veranstaltungsanbieter für die EDV- und Telekommunikationsbranche.
- Staples, Einzelhandelskonzern für Bürobedarf
- The TJX Companies, Inc., in Europa für die Off-Price-Stores TK Maxx bekannt.

## Söhne und Töchter der Stadt
- Jason Anick (* 1985), Jazzmusiker
- Crispus Attucks (ca. 1723–1770), Opfer des «Massakers von Boston»
- Marshall Brown (1920–1983), Jazz-Posaunist, Musikpädagoge, Songwriter und Leiter der International Youth Band
- Ginger Fish (* 1965), Schlagzeuger
- Craig Gellis (* 1975), Schauspieler
- Richard W. Higgins (1922–1957), Pilot der United States Air Force
- Geoff Knorr (* 1985), Videospielkomponist
- Paul Stephen Loverde (* 1940), Geistlicher und römisch-katholischer Bischof in Arlington
- Mark Merlis (1950–2017), Autor
- Peter Hopkins (* 1955), Maler
- Andi Matichak (* 1994), Schauspielerin
- Jo Dee Messina (* 1970), Country-Sängerin
- Leslie Milne (* 1956), Hockeyspielerin
- Peter Parker (1804–1888), Arzt und Missionar, der lange das China der Qing-Dynastie bereiste
- George Edward Rueger (1929–2019), Geistlicher und römisch-katholischer Weihbischof in Worcester
- Adam Schiff (* 1960), Politiker, Mitglied des US-Repräsentantenhauses
- Ashley Walden (* 1981), Rennrodlerin
- Jason Yeager (* ≈1986), Jazzmusiker